# Casineria
Casineria kiddi
Genre
Espèce
Casineria est un genre éteint de tétrapodes amniotes, considéré comme un reptiliomorphe (un des premiers amphibiens  « reptiliens »). Il a vécu au Viséen (Carbonifère) il y a de cela environ 340 millions d'années.
Casineria était un petit animal avec une longueur totale estimée à 15 centimètres. Il vivait en Écosse, dans ce qui était alors un environnement assez sec. Du fait de ses caractères proches à la fois des amphibiens et des reptiliens, on le place au niveau ou très près de l'origine des amniotes. Le seul fossile connu ne présente pas les éléments clés (la plupart du crâne et toute la partie inférieure du corps), ce qui en rend l'analyse difficile.

## Étymologie
Son nom est une version latinisée de Cheese Bay (« baie du Fromage »), le nom du site proche d'Édimbourg ou l'animal a été trouvé.

## Découverte

Localisation de Cheese Bay en Grande-Bretagne.

En 1992, un collectionneur de fossiles amateur repère les restes de ce tétrapode sur le rivage de la Cheese Bay, en Écosse. Les cinq années suivantes, le fossile reste au Musée royal d'Écosse d'Édimbourg tandis que les chercheurs se concentrent sur d'autres projets. Vers 1997, des travaux commencent afin d'extraire le reste du fossile de la matrice environnante. L'étude révèle que l'animal a probablement vécu dans un environnement beaucoup plus sec qu'on le pensait précédemment. Les résultats paraissent d'abord dans le volume 398 de Nature du 8 avril 1999.

## Place phylogénétique
Tout en conservant une structure générale proche de celle des amphibiens reptiliomorphe tels que Seymouriamorpha et Diadectomorpha, Casineria montre également des éléments qui le relient aux premiers reptiles, notamment une allure générale gracile, des os de pattes légers, des chevilles non fusionnées et les doigts terminés par des griffes. Cela a pu permettre à l'animal d'utiliser ses pattes activement à la course, plutôt que comme des crampons, et serait l'indication d'un mode de vie essentiellement terrestre. Ces traits montre qu'il était plus étroitement liés aux amniotes que ne le sont les autres amphibiens reptiliomorphes connus.
Avec ses caractères avancés, Casineria pourrait avoir été l'un des tout premiers amniotes vrais, et donc le premier reptile selon la classification traditionnelle. Dans le jargon phylogénétique, il aurait été un paramniote-« frère » du groupe-« couronne » des Amniota (un groupe contenant le dernier ancêtre commun des synapsides et sauropsides ainsi que tous ses descendants). Casineria rend l'origine de la lignée amniote beaucoup plus ancienne qu'on ne le pensait auparavant.

## Paléobiologie
Casineria était très probablement insectivore. Il avait cinq doigts portant des griffes sur chaque main, et représente le premier pied muni de griffes. Les griffes étant intimement liées à la formation des écailles de kératine chez les reptiles, Casineria était selon toute vraisemblance écailleux, avec un peau de type reptilien. Il devait ressembler à un petit lézard.

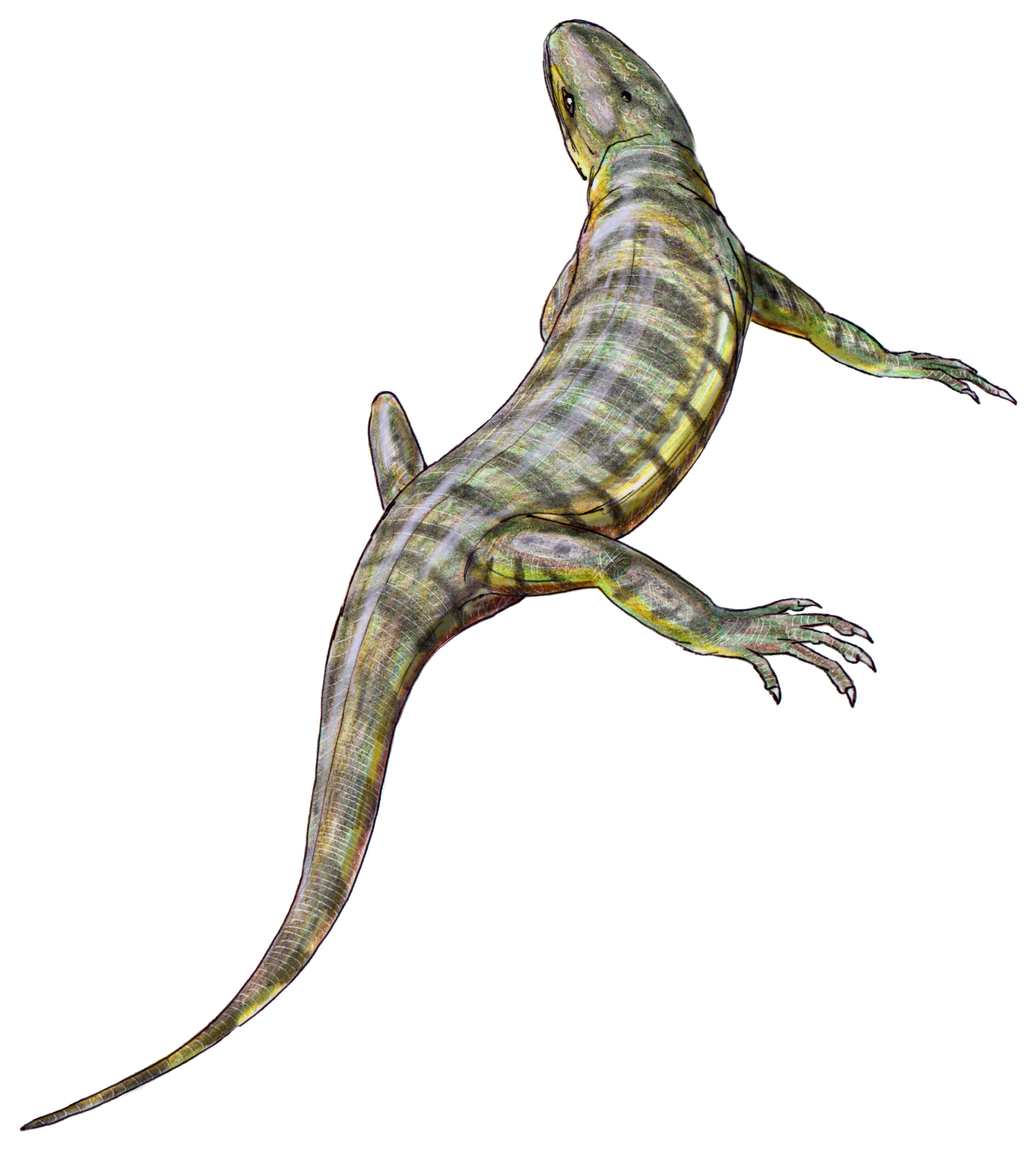
Casineria, restitué par le paléoartiste Dimitri Bogdanov

Étant probablement l'un des premiers amniotes dans le sens biologique, Casineria aurait pondu des œufs amniotiques non dépendant de l'eau pour survivre, éventuellement en les cachant dans la litière ou des souches d'arbre creusées. Ceci a été déduit du fait que Casineria a été trouvé dans des sédiments témoignant d'un environnement plutôt sec. Dans la première période du Carbonifère avant l'apparition de Casineria, les vertébrés étaient principalement aquatiques, passant seulement une partie de leur temps sur terre. Casineria et ses proches auraient été les premiers vertébrés à vivre et se reproduire sur terre.